# Resultados das eleições gerais no Reino Unido em 2017 por distrito eleitoral
Os resultados completos nos Distritos eleitorais nas Eleições gerais no Reino Unido em 2017 foram os seguintes:

## Inglaterra

### East of England
| Distrito Eleitoral                | 2015 | 2015                | 2015         | 2017 | 2017                | 2017         |
| --------------------------------- | ---- | ------------------- | ------------ | ---- | ------------------- | ------------ |
| Basildon and Billericay           |      | Partido Conservador | 52,7 / 100,0 |      | Partido Conservador | 61,0 / 100,0 |
| Bedford                           |      | Partido Conservador | 42,6 / 100,0 |      | Partido Trabalhista | 46,8 / 100,0 |
| Braintree                         |      | Partido Conservador | 53,8 / 100,0 |      | Partido Conservador | 62,8 / 100,0 |
| Brentwood and Ongar               |      | Partido Conservador | 58,8 / 100,0 |      | Partido Conservador | 65,8 / 100,0 |
| Broadland                         |      | Partido Conservador | 50,5 / 100,0 |      | Partido Conservador | 57,9 / 100,0 |
| Broxbourne                        |      | Partido Conservador | 56,1 / 100,0 |      | Partido Conservador | 62,2 / 100,0 |
| Bury St Edmunds                   |      | Partido Conservador | 53,6 / 100,0 |      | Partido Conservador | 59,2 / 100,0 |
| Cambridge                         |      | Partido Trabalhista | 36,0 / 100,0 |      | Partido Trabalhista | 51,9 / 100,0 |
| Castle Point                      |      | Partido Conservador | 50,9 / 100,0 |      | Partido Conservador | 67,3 / 100,0 |
| Central Suffolk and North Ipswich |      | Partido Conservador | 56,1 / 100,0 |      | Partido Conservador | 60,1 / 100,0 |
| Chelmsford                        |      | Partido Conservador | 51,5 / 100,0 |      | Partido Conservador | 53,7 / 100,0 |
| Clacton                           |      | UKIP                | 44,4 / 100,0 |      | Partido Conservador | 61,2 / 100,0 |
| Colchester                        |      | Partido Conservador | 38,9 / 100,0 |      | Partido Conservador | 45,9 / 100,0 |
| Epping Forest                     |      | Partido Conservador | 54,8 / 100,0 |      | Partido Conservador | 62,0 / 100,0 |
| Great Yarmouth                    |      | Partido Conservador | 42,9 / 100,0 |      | Partido Conservador | 54,1 / 100,0 |
| Harlow                            |      | Partido Conservador | 48,9 / 100,0 |      | Partido Conservador | 54,0 / 100,0 |
| Harwich and North Essex           |      | Partido Conservador | 51,0 / 100,0 |      | Partido Conservador | 58,5 / 100,0 |
| Hemel Hempstead                   |      | Partido Conservador | 52,9 / 100,0 |      | Partido Conservador | 55,0 / 100,0 |
| Hertford and Stortford            |      | Partido Conservador | 56,1 / 100,0 |      | Partido Conservador | 60,3 / 100,0 |
| Hertsmere                         |      | Partido Conservador | 59,3 / 100,0 |      | Partido Conservador | 61,1 / 100,0 |
| Hitchin and Harpenden             |      | Partido Conservador | 56,9 / 100,0 |      | Partido Conservador | 53,1 / 100,0 |
| Huntingdon                        |      | Partido Conservador | 53,0 / 100,0 |      | Partido Conservador | 55,1 / 100,0 |
| Ipswich                           |      | Partido Conservador | 44,8 / 100,0 |      | Partido Trabalhista | 47,4 / 100,0 |
| Luton North                       |      | Partido Trabalhista | 52,2 / 100,0 |      | Partido Trabalhista | 63,8 / 100,0 |
| Luton South                       |      | Partido Trabalhista | 44,2 / 100,0 |      | Partido Trabalhista | 62,4 / 100,0 |
| Maldon                            |      | Partido Conservador | 60,6 / 100,0 |      | Partido Conservador | 67,9 / 100,0 |
| Mid Bedfordshire                  |      | Partido Conservador | 56,1 / 100,0 |      | Partido Conservador | 61,6 / 100,0 |
| Mid Norfolk                       |      | Partido Conservador | 52,1 / 100,0 |      | Partido Conservador | 59,0 / 100,0 |
| North East Bedfordshire           |      | Partido Conservador | 59,5 / 100,0 |      | Partido Conservador | 60,9 / 100,0 |
| North East Cambridgeshire         |      | Partido Conservador | 55,1 / 100,0 |      | Partido Conservador | 64,4 / 100,0 |
| North East Hertfordshire          |      | Partido Conservador | 55,4 / 100,0 |      | Partido Conservador | 58,6 / 100,0 |
| North Norfolk                     |      | Liberal Democratas  | 39,1 / 100,0 |      | Liberal Democratas  | 48,4 / 100,0 |
| North West Cambridgeshire         |      | Partido Conservador | 52,5 / 100,0 |      | Partido Conservador | 58,6 / 100,0 |
| North West Norfolk                |      | Partido Conservador | 52,2 / 100,0 |      | Partido Conservador | 60,2 / 100,0 |
| Norwich North                     |      | Partido Conservador | 43,7 / 100,0 |      | Partido Conservador | 47,7 / 100,0 |
| Norwich South                     |      | Partido Trabalhista | 39,3 / 100,0 |      | Partido Trabalhista | 61,0 / 100,0 |
| Peterborough                      |      | Partido Conservador | 39,7 / 100,0 |      | Partido Trabalhista | 48,1 / 100,0 |
| Rayleigh and Wickford             |      | Partido Conservador | 54,7 / 100,0 |      | Partido Conservador | 66,7 / 100,0 |
| Rochford and Southend East        |      | Partido Conservador | 46,4 / 100,0 |      | Partido Conservador | 48,7 / 100,0 |
| Saffron Walden                    |      | Partido Conservador | 57,2 / 100,0 |      | Partido Conservador | 61,8 / 100,0 |
| South Basildon and East Thurrock  |      | Partido Conservador | 43,4 / 100,0 |      | Partido Conservador | 56,9 / 100,0 |
| South Cambridgeshire              |      | Partido Conservador | 51,1 / 100,0 |      | Partido Conservador | 51,8 / 100,0 |
| South East Cambridgeshire         |      | Partido Conservador | 48,5 / 100,0 |      | Partido Conservador | 53,3 / 100,0 |
| South Norfolk                     |      | Partido Conservador | 54,3 / 100,0 |      | Partido Conservador | 58,2 / 100,0 |
| South Suffolk                     |      | Partido Conservador | 53,1 / 100,0 |      | Partido Conservador | 60,5 / 100,0 |
| South West Bedfordshire           |      | Partido Conservador | 55,0 / 100,0 |      | Partido Conservador | 59,2 / 100,0 |
| South West Hertfordshire          |      | Partido Conservador | 56,9 / 100,0 |      | Partido Conservador | 57,9 / 100,0 |
| South West Norfolk                |      | Partido Conservador | 50,9 / 100,0 |      | Partido Conservador | 62,8 / 100,0 |
| Southend West                     |      | Partido Conservador | 49,8 / 100,0 |      | Partido Conservador | 55,2 / 100,0 |
| St Albans                         |      | Partido Conservador | 46,6 / 100,0 |      | Partido Conservador | 43,1 / 100,0 |
| Stevenage                         |      | Partido Conservador | 44,5 / 100,0 |      | Partido Conservador | 50,3 / 100,0 |
| Suffolk Coastal                   |      | Partido Conservador | 51,9 / 100,0 |      | Partido Conservador | 58,1 / 100,0 |
| Thurrock                          |      | Partido Conservador | 33,7 / 100,0 |      | Partido Conservador | 39,5 / 100,0 |
| Watford                           |      | Partido Conservador | 43,5 / 100,0 |      | Partido Conservador | 45,6 / 100,0 |
| Waveney                           |      | Partido Conservador | 42,3 / 100,0 |      | Partido Conservador | 54,4 / 100,0 |
| Welwyn Hatfield                   |      | Partido Conservador | 50,4 / 100,0 |      | Partido Conservador | 51,0 / 100,0 |
| West Suffolk                      |      | Partido Conservador | 52,2 / 100,0 |      | Partido Conservador | 61,2 / 100,0 |
| Witham                            |      | Partido Conservador | 57,5 / 100,0 |      | Partido Conservador | 64,3 / 100,0 |

### East Midlands
| Distrito Eleitoral             | 2015 | 2015                | 2015         | 2017 | 2017                | 2017         |
| ------------------------------ | ---- | ------------------- | ------------ | ---- | ------------------- | ------------ |
| Amber Valley                   |      | Partido Conservador | 44,0 / 100,0 |      | Partido Conservador | 56,5 / 100,0 |
| Ashfield                       |      | Partido Trabalhista | 41,0 / 100,0 |      | Partido Trabalhista | 42,6 / 100,0 |
| Bassetlaw                      |      | Partido Trabalhista | 48,6 / 100,0 |      | Partido Trabalhista | 52,6 / 100,0 |
| Bolsover                       |      | Partido Trabalhista | 51,2 / 100,0 |      | Partido Trabalhista | 51,9 / 100,0 |
| Boston and Skegness            |      | Partido Conservador | 43,8 / 100,0 |      | Partido Conservador | 63,6 / 100,0 |
| Bosworth                       |      | Partido Conservador | 42,8 / 100,0 |      | Partido Conservador | 56,7 / 100,0 |
| Broxtowe                       |      | Partido Conservador | 45,2 / 100,0 |      | Partido Conservador | 46,8 / 100,0 |
| Charnwood                      |      | Partido Conservador | 54,3 / 100,0 |      | Partido Conservador | 60,4 / 100,0 |
| Chesterfield                   |      | Partido Trabalhista | 47,9 / 100,0 |      | Partido Trabalhista | 54,8 / 100,0 |
| Corby                          |      | Partido Conservador | 42,8 / 100,0 |      | Partido Conservador | 49,2 / 100,0 |
| Daventry                       |      | Partido Conservador | 58,2 / 100,0 |      | Partido Conservador | 63,7 / 100,0 |
| Derby North                    |      | Partido Conservador | 36,7 / 100,0 |      | Partido Trabalhista | 48,5 / 100,0 |
| Derby South                    |      | Partido Trabalhista | 49,0 / 100,0 |      | Partido Trabalhista | 58,3 / 100,0 |
| Derbyshire Dales               |      | Partido Conservador | 52,4 / 100,0 |      | Partido Conservador | 60,0 / 100,0 |
| Erewash                        |      | Partido Conservador | 42,7 / 100,0 |      | Partido Conservador | 52,1 / 100,0 |
| Gainsborough                   |      | Partido Conservador | 52,7 / 100,0 |      | Partido Conservador | 61,8 / 100,0 |
| Gedling                        |      | Partido Trabalhista | 42,3 / 100,0 |      | Partido Trabalhista | 51,9 / 100,0 |
| Grantham and Stamford          |      | Partido Conservador | 52,8 / 100,0 |      | Partido Conservador | 62,0 / 100,0 |
| Harborough                     |      | Partido Conservador | 52,7 / 100,0 |      | Partido Conservador | 52,3 / 100,0 |
| High Peak                      |      | Partido Conservador | 45,0 / 100,0 |      | Partido Trabalhista | 49,7 / 100,0 |
| Kettering                      |      | Partido Conservador | 51,8 / 100,0 |      | Partido Conservador | 57,9 / 100,0 |
| Leicester East                 |      | Partido Trabalhista | 61,1 / 100,0 |      | Partido Trabalhista | 67,0 / 100,0 |
| Leicester South                |      | Partido Trabalhista | 59,8 / 100,0 |      | Partido Trabalhista | 73,6 / 100,0 |
| Leicester West                 |      | Partido Trabalhista | 46,5 / 100,0 |      | Partido Trabalhista | 60,8 / 100,0 |
| Lincoln                        |      | Partido Conservador | 42,6 / 100,0 |      | Partido Trabalhista | 47,9 / 100,0 |
| Loughborough                   |      | Partido Conservador | 49,5 / 100,0 |      | Partido Conservador | 49,9 / 100,0 |
| Louth and Horncastle           |      | Partido Conservador | 51,2 / 100,0 |      | Partido Conservador | 63,9 / 100,0 |
| Mansfield                      |      | Partido Trabalhista | 39,4 / 100,0 |      | Partido Conservador | 46,6 / 100,0 |
| Mid Derbyshire                 |      | Partido Conservador | 52,2 / 100,0 |      | Partido Conservador | 58,6 / 100,0 |
| Newark                         |      | Partido Conservador | 57,0 / 100,0 |      | Partido Conservador | 62,7 / 100,0 |
| North East Derbyshire          |      | Partido Trabalhista | 40,6 / 100,0 |      | Partido Conservador | 49,2 / 100,0 |
| North West Leicestershire      |      | Partido Conservador | 49,5 / 100,0 |      | Partido Conservador | 58,2 / 100,0 |
| Northampton North              |      | Partido Conservador | 42,4 / 100,0 |      | Partido Conservador | 47,2 / 100,0 |
| Northampton South              |      | Partido Conservador | 41,6 / 100,0 |      | Partido Conservador | 46,9 / 100,0 |
| Nottingham East                |      | Partido Trabalhista | 54,6 / 100,0 |      | Partido Trabalhista | 71,5 / 100,0 |
| Nottingham North               |      | Partido Trabalhista | 54,6 / 100,0 |      | Partido Trabalhista | 60,2 / 100,0 |
| Nottingham South               |      | Partido Trabalhista | 47,6 / 100,0 |      | Partido Trabalhista | 62,4 / 100,0 |
| Rushcliffe                     |      | Partido Conservador | 51,4 / 100,0 |      | Partido Conservador | 51,8 / 100,0 |
| Rutland and Melton             |      | Partido Conservador | 55,6 / 100,0 |      | Partido Conservador | 62,8 / 100,0 |
| Sherwood                       |      | Partido Conservador | 45,0 / 100,0 |      | Partido Conservador | 51,5 / 100,0 |
| Sleaford and North Hykeham     |      | Partido Conservador | 53,5 / 100,0 |      | Partido Conservador | 64,2 / 100,0 |
| South Derbyshire               |      | Partido Conservador | 49,4 / 100,0 |      | Partido Conservador | 58,7 / 100,0 |
| South Holland and The Deepings |      | Partido Conservador | 59,6 / 100,0 |      | Partido Conservador | 69,9 / 100,0 |
| South Leicestershire           |      | Partido Conservador | 53,2 / 100,0 |      | Partido Conservador | 61,4 / 100,0 |
| South Northamptonshire         |      | Partido Conservador | 60,1 / 100,0 |      | Partido Conservador | 62,5 / 100,0 |
| Wellingborough                 |      | Partido Conservador | 52,1 / 100,0 |      | Partido Conservador | 57,4 / 100,0 |

### London (Londres)
| Distrito Eleitoral                | 2015 | 2015                | 2015         | 2017 | 2017                | 2017         |
| --------------------------------- | ---- | ------------------- | ------------ | ---- | ------------------- | ------------ |
| Barking                           |      | Partido Trabalhista | 57,7 / 100,0 |      | Partido Trabalhista | 67,8 / 100,0 |
| Bettersea                         |      | Partido Conservador | 52,4 / 100,0 |      | Partido Trabalhista | 45,9 / 100,0 |
| Beckenham                         |      | Partido Conservador | 57,3 / 100,0 |      | Partido Conservador | 59,3 / 100,0 |
| Bermondsey and Old Southwark      |      | Partido Trabalhista | 43,1 / 100,0 |      | Partido Trabalhista | 53,2 / 100,0 |
| Bethnal Green and Bow             |      | Partido Trabalhista | 61,2 / 100,0 |      | Partido Trabalhista | 71,8 / 100,0 |
| Bexleyheath and Crayford          |      | Partido Conservador | 47,3 / 100,0 |      | Partido Conservador | 55,6 / 100,0 |
| Brent Central                     |      | Partido Trabalhista | 62,1 / 100,0 |      | Partido Trabalhista | 73,1 / 100,0 |
| Brent North                       |      | Partido Trabalhista | 54,3 / 100,0 |      | Partido Trabalhista | 62,9 / 100,0 |
| Brentford and Isleworth           |      | Partido Trabalhista | 43,8 / 100,0 |      | Partido Trabalhista | 57,4 / 100,0 |
| Bromley and Chislehurst           |      | Partido Conservador | 53,0 / 100,0 |      | Partido Conservador | 54,0 / 100,0 |
| Camberwell and Peckham            |      | Partido Trabalhista | 63,3 / 100,0 |      | Partido Trabalhista | 77,8 / 100,0 |
| Carshalton and Wallington         |      | Liberal Democratas  | 34,9 / 100,0 |      | Liberal Democratas  | 41,0 / 100,0 |
| Chelsea and Fulham                |      | Partido Conservador | 62,9 / 100,0 |      | Partido Conservador | 52,6 / 100,0 |
| Chingford and Woodford Green      |      | Partido Conservador | 47,9 / 100,0 |      | Partido Conservador | 49,1 / 100,0 |
| Chipping Barnet                   |      | Partido Conservador | 48,6 / 100,0 |      | Partido Conservador | 46,3 / 100,0 |
| Cities of London and Westminster  |      | Partido Conservador | 54,1 / 100,0 |      | Partido Conservador | 46,6 / 100,0 |
| Croydon Central                   |      | Partido Conservador | 43,0 / 100,0 |      | Partido Trabalhista | 52,3 / 100,0 |
| Croydon North                     |      | Partido Trabalhista | 62,6 / 100,0 |      | Partido Trabalhista | 74,2 / 100,0 |
| Croydon South                     |      | Partido Conservador | 54,5 / 100,0 |      | Partido Conservador | 54,4 / 100,0 |
| Dagenham and Rainham              |      | Partido Trabalhista | 41,4 / 100,0 |      | Partido Trabalhista | 50,1 / 100,0 |
| Dulwich and West Norwood          |      | Partido Trabalhista | 54,1 / 100,0 |      | Partido Trabalhista | 69,6 / 100,0 |
| Ealing Central and Acton          |      | Partido Trabalhista | 43,2 / 100,0 |      | Partido Trabalhista | 59,7 / 100,0 |
| Ealing North                      |      | Partido Trabalhista | 55,1 / 100,0 |      | Partido Trabalhista | 66,0 / 100,0 |
| Ealing Southall                   |      | Partido Trabalhista | 65,0 / 100,0 |      | Partido Trabalhista | 70,3 / 100,0 |
| East Ham                          |      | Partido Trabalhista | 77,6 / 100,0 |      | Partido Trabalhista | 83,2 / 100,0 |
| Edmonton                          |      | Partido Trabalhista | 61,4 / 100,0 |      | Partido Trabalhista | 71,5 / 100,0 |
| Eltham                            |      | Partido Trabalhista | 42,6 / 100,0 |      | Partido Trabalhista | 54,4 / 100,0 |
| Enfield North                     |      | Partido Trabalhista | 43,7 / 100,0 |      | Partido Trabalhista | 58,0 / 100,0 |
| Enfield Southgate                 |      | Partido Conservador | 49,4 / 100,0 |      | Partido Trabalhista | 51,7 / 100,0 |
| Erith and Thamesmead              |      | Partido Trabalhista | 49,8 / 100,0 |      | Partido Trabalhista | 57,5 / 100,0 |
| Feltham and Heston                |      | Partido Trabalhista | 52,3 / 100,0 |      | Partido Trabalhista | 61,2 / 100,0 |
| Finchley and Golders Green        |      | Partido Conservador | 50,9 / 100,0 |      | Partido Conservador | 47,0 / 100,0 |
| Greenwich and Woolwich            |      | Partido Trabalhista | 52,2 / 100,0 |      | Partido Trabalhista | 64,4 / 100,0 |
| Hackney North and Stoke Newington |      | Partido Trabalhista | 62,9 / 100,0 |      | Partido Trabalhista | 75,1 / 100,0 |
| Hackney South and Shoreditch      |      | Partido Trabalhista | 64,4 / 100,0 |      | Partido Trabalhista | 79,4 / 100,0 |
| Hammersmith                       |      | Partido Trabalhista | 50,0 / 100,0 |      | Partido Trabalhista | 63,9 / 100,0 |
| Hampstead and Kilburn             |      | Partido Trabalhista | 44,4 / 100,0 |      | Partido Trabalhista | 59,0 / 100,0 |
| Harrow East                       |      | Partido Conservador | 50,3 / 100,0 |      | Partido Conservador | 49,4 / 100,0 |
| Harrow West                       |      | Partido Trabalhista | 47,0 / 100,0 |      | Partido Trabalhista | 60,8 / 100,0 |
| Hayes and Harlington              |      | Partido Trabalhista | 59,6 / 100,0 |      | Partido Trabalhista | 66,5 / 100,0 |
| Hendon                            |      | Partido Conservador | 49,0 / 100,0 |      | Partido Conservador | 48,0 / 100,0 |
| Holborn and St Pancras            |      | Partido Trabalhista | 52,9 / 100,0 |      | Partido Trabalhista | 70,1 / 100,0 |
| Hornchurch and Upminster          |      | Partido Conservador | 49,0 / 100,0 |      | Partido Conservador | 60,2 / 100,0 |
| Hornsey and Wood Green            |      | Partido Trabalhista | 50,9 / 100,0 |      | Partido Trabalhista | 65,4 / 100,0 |
| Ilford North                      |      | Partido Trabalhista | 43,9 / 100,0 |      | Partido Trabalhista | 57,8 / 100,0 |
| Ilford South                      |      | Partido Trabalhista | 64,0 / 100,0 |      | Partido Trabalhista | 75,8 / 100,0 |
| Islington North                   |      | Partido Trabalhista | 60,2 / 100,0 |      | Partido Trabalhista | 73,0 / 100,0 |
| Islington South and Finsbury      |      | Partido Trabalhista | 50,9 / 100,0 |      | Partido Trabalhista | 62,8 / 100,0 |
| Kensington                        |      | Partido Conservador | 52,3 / 100,0 |      | Partido Trabalhista | 42,2 / 100,0 |
| Kingston and Surbiton             |      | Partido Conservador | 39,2 / 100,0 |      | Liberal Democratas  | 44,7 / 100,0 |
| Lewisham Deptford                 |      | Partido Trabalhista | 60,2 / 100,0 |      | Partido Trabalhista | 77,0 / 100,0 |
| Lewisham East                     |      | Partido Trabalhista | 55,7 / 100,0 |      | Partido Trabalhista | 67,9 / 100,0 |
| Lewisham West and Penge           |      | Partido Trabalhista | 50,6 / 100,0 |      | Partido Trabalhista | 66,6 / 100,0 |
| Leyton and Wanstead               |      | Partido Trabalhista | 58,6 / 100,0 |      | Partido Trabalhista | 69,8 / 100,0 |
| Mitcham and Morden                |      | Partido Trabalhista | 60,7 / 100,0 |      | Partido Trabalhista | 68,7 / 100,0 |
| Old Bexley and Sidcup             |      | Partido Conservador | 52,8 / 100,0 |      | Partido Conservador | 61,5 / 100,0 |
| Orpington                         |      | Partido Conservador | 57,4 / 100,0 |      | Partido Conservador | 62,9 / 100,0 |
| Poplar and Limehouse              |      | Partido Trabalhista | 58,5 / 100,0 |      | Partido Trabalhista | 67,3 / 100,0 |
| Putney                            |      | Partido Conservador | 53,8 / 100,0 |      | Partido Conservador | 44,1 / 100,0 |
| Richmond Park                     |      | Partido Conservador | 58,2 / 100,0 |      | Partido Conservador | 45,1 / 100,0 |
| Romford                           |      | Partido Conservador | 51,0 / 100,0 |      | Partido Conservador | 59,4 / 100,0 |
| Ruislip, Northwood and Pinner     |      | Partido Conservador | 59,6 / 100,0 |      | Partido Conservador | 57,2 / 100,0 |
| Streatham                         |      | Partido Trabalhista | 53,0 / 100,0 |      | Partido Trabalhista | 68,5 / 100,0 |
| Sutton and Cheam                  |      | Partido Conservador | 41,5 / 100,0 |      | Partido Conservador | 51,1 / 100,0 |
| Tooting                           |      | Partido Trabalhista | 55,9 / 100,0 |      | Partido Trabalhista | 59,6 / 100,0 |
| Tottenham                         |      | Partido Trabalhista | 67,3 / 100,0 |      | Partido Trabalhista | 81,6 / 100,0 |
| Twickenham                        |      | Partido Conservador | 41,3 / 100,0 |      | Liberal Democratas  | 52,8 / 100,0 |
| Uxbridge and South Ruislip        |      | Partido Conservador | 50,2 / 100,0 |      | Partido Conservador | 50,8 / 100,0 |
| Vauxhall                          |      | Partido Trabalhista | 53,8 / 100,0 |      | Partido Trabalhista | 57,3 / 100,0 |
| Walthamstow                       |      | Partido Trabalhista | 68,9 / 100,0 |      | Partido Trabalhista | 80,6 / 100,0 |
| West Ham                          |      | Partido Trabalhista | 68,4 / 100,0 |      | Partido Trabalhista | 76,7 / 100,0 |
| Westminster North                 |      | Partido Trabalhista | 46,8 / 100,0 |      | Partido Trabalhista | 59,9 / 100,0 |
| Wimbledon                         |      | Partido Conservador | 52,1 / 100,0 |      | Partido Conservador | 46,5 / 100,0 |

### North East
| Distrito Eleitoral                     | 2015 | 2015                | 2015         | 2017 | 2017                | 2017         |
| -------------------------------------- | ---- | ------------------- | ------------ | ---- | ------------------- | ------------ |
| Berwick-upon-Tweed                     |      | Partido Conservador | 41,1 / 100,0 |      | Partido Conservador | 52,5 / 100,0 |
| Bishop Auckland                        |      | Partido Trabalhista | 41,4 / 100,0 |      | Partido Trabalhista | 48,1 / 100,0 |
| Blaydon                                |      | Partido Trabalhista | 49,2 / 100,0 |      | Partido Trabalhista | 56,1 / 100,0 |
| Blyth Valley                           |      | Partido Trabalhista | 46,3 / 100,0 |      | Partido Trabalhista | 55,9 / 100,0 |
| City of Durham                         |      | Partido Trabalhista | 47,3 / 100,0 |      | Partido Trabalhista | 55,4 / 100,0 |
| Darlington                             |      | Partido Trabalhista | 42,9 / 100,0 |      | Partido Trabalhista | 50,6 / 100,0 |
| Easington                              |      | Partido Trabalhista | 61,0 / 100,0 |      | Partido Trabalhista | 63,7 / 100,0 |
| Gateshead                              |      | Partido Trabalhista | 56,8 / 100,0 |      | Partido Trabalhista | 65,1 / 100,0 |
| Hartlepool                             |      | Partido Trabalhista | 35,6 / 100,0 |      | Partido Trabalhista | 52,5 / 100,0 |
| Hexham                                 |      | Partido Conservador | 52,7 / 100,0 |      | Partido Conservador | 54,1 / 100,0 |
| Houghton and Sunderland South          |      | Partido Trabalhista | 55,1 / 100,0 |      | Partido Trabalhista | 59,5 / 100,0 |
| Jarrow                                 |      | Partido Trabalhista | 55,7 / 100,0 |      | Partido Trabalhista | 65,1 / 100,0 |
| Middlesbrough                          |      | Partido Trabalhista | 56,8 / 100,0 |      | Partido Trabalhista | 65,7 / 100,0 |
| Middlesbrough South and East Cleveland |      | Partido Trabalhista | 42,0 / 100,0 |      | Partido Conservador | 49,6 / 100,0 |
| Newcastle upon Tyne Central            |      | Partido Trabalhista | 55,0 / 100,0 |      | Partido Trabalhista | 64,9 / 100,0 |
| Newcastle upon Tyne East               |      | Partido Trabalhista | 49,4 / 100,0 |      | Partido Trabalhista | 67,6 / 100,0 |
| Newcastle upon Tyne North              |      | Partido Trabalhista | 46,1 / 100,0 |      | Partido Trabalhista | 55,4 / 100,0 |
| North Durham                           |      | Partido Trabalhista | 54,9 / 100,0 |      | Partido Trabalhista | 59,9 / 100,0 |
| North Tyneside                         |      | Partido Trabalhista | 55,9 / 100,0 |      | Partido Trabalhista | 64,5 / 100,0 |
| North West Durham                      |      | Partido Trabalhista | 46,9 / 100,0 |      | Partido Trabalhista | 52,8 / 100,0 |
| Redcar                                 |      | Partido Trabalhista | 43,9 / 100,0 |      | Partido Trabalhista | 55,5 / 100,0 |
| Sedgefield                             |      | Partido Trabalhista | 47,2 / 100,0 |      | Partido Trabalhista | 53,4 / 100,0 |
| South Shields                          |      | Partido Trabalhista | 51,3 / 100,0 |      | Partido Trabalhista | 61,5 / 100,0 |
| Stockton North                         |      | Partido Trabalhista | 49,1 / 100,0 |      | Partido Trabalhista | 56,9 / 100,0 |
| Stockton South                         |      | Partido Conservador | 46,8 / 100,0 |      | Partido Trabalhista | 48,5 / 100,0 |
| Sunderland Central                     |      | Partido Trabalhista | 50,2 / 100,0 |      | Partido Trabalhista | 55,5 / 100,0 |
| Tynemouth                              |      | Partido Trabalhista | 48,2 / 100,0 |      | Partido Trabalhista | 57,0 / 100,0 |
| Wansbeck                               |      | Partido Trabalhista | 50,0 / 100,0 |      | Partido Trabalhista | 57,3 / 100,0 |
| Washington and Sunderland West         |      | Partido Trabalhista | 55,0 / 100,0 |      | Partido Trabalhista | 60,7 / 100,0 |

### North West
| Distrito Eleitoral            | 2015 | 2015                | 2015         | 2017 | 2017                | 2017         |
| ----------------------------- | ---- | ------------------- | ------------ | ---- | ------------------- | ------------ |
| Altrincham and Sale West      |      | Partido Conservador | 53,0 / 100,0 |      | Partido Conservador | 51,0 / 100,0 |
| Ashton-under-Lyne             |      | Partido Trabalhista | 49,8 / 100,0 |      | Partido Trabalhista | 60,4 / 100,0 |
| Barrow and Furness            |      | Partido Trabalhista | 42,3 / 100,0 |      | Partido Trabalhista | 47,5 / 100,0 |
| Birkenhead                    |      | Partido Trabalhista | 67,6 / 100,0 |      | Partido Trabalhista | 76,9 / 100,0 |
| Blackburn                     |      | Partido Trabalhista | 56,3 / 100,0 |      | Partido Trabalhista | 69,8 / 100,0 |
| Blackley and Broughton        |      | Partido Trabalhista | 61,9 / 100,0 |      | Partido Trabalhista | 70,5 / 100,0 |
| Blackpool North and Cleveleys |      | Partido Conservador | 44,4 / 100,0 |      | Partido Conservador | 49,4 / 100,0 |
| Blackpool South               |      | Partido Trabalhista | 41,8 / 100,0 |      | Partido Trabalhista | 50,3 / 100,0 |
| Bolton North East             |      | Partido Trabalhista | 43,0 / 100,0 |      | Partido Trabalhista | 50,6 / 100,0 |
| Bolton South East             |      | Partido Trabalhista | 50,5 / 100,0 |      | Partido Trabalhista | 60,7 / 100,0 |
| Bolton West                   |      | Partido Conservador | 40,6 / 100,0 |      | Partido Conservador | 47,9 / 100,0 |
| Bootle                        |      | Partido Trabalhista | 74,5 / 100,0 |      | Partido Trabalhista | 84,0 / 100,0 |
| Burnley                       |      | Partido Trabalhista | 37,6 / 100,0 |      | Partido Trabalhista | 46,7 / 100,0 |
| Bury North                    |      | Partido Conservador | 41,9 / 100,0 |      | Partido Trabalhista | 53,6 / 100,0 |
| Bury South                    |      | Partido Trabalhista | 45,1 / 100,0 |      | Partido Trabalhista | 53,3 / 100,0 |
| Carlisle                      |      | Partido Conservador | 44,3 / 100,0 |      | Partido Conservador | 49,9 / 100,0 |
| Cheadle                       |      | Partido Conservador | 43,1 / 100,0 |      | Partido Conservador | 44,6 / 100,0 |
| Chorley                       |      | Partido Trabalhista | 45,1 / 100,0 |      | Partido Trabalhista | 55,3 / 100,0 |
| City of Chester               |      | Partido Trabalhista | 43,2 / 100,0 |      | Partido Trabalhista | 56,8 / 100,0 |
| Congleton                     |      | Partido Conservador | 53,3 / 100,0 |      | Partido Conservador | 56,6 / 100,0 |
| Copeland                      |      | Partido Trabalhista | 42,3 / 100,0 |      | Partido Conservador | 49,1 / 100,0 |
| Crewe and Nantwitch           |      | Partido Conservador | 45,0 / 100,0 |      | Partido Trabalhista | 47,1 / 100,0 |
| Denton and Reddish            |      | Partido Trabalhista | 50,8 / 100,0 |      | Partido Trabalhista | 63,5 / 100,0 |
| Eddisbury                     |      | Partido Conservador | 51,0 / 100,0 |      | Partido Conservador | 56,9 / 100,0 |
| Ellesmere Port and Neston     |      | Partido Trabalhista | 47,8 / 100,0 |      | Partido Trabalhista | 59,2 / 100,0 |
| Fylde                         |      | Partido Conservador | 49,1 / 100,0 |      | Partido Conservador | 58,7 / 100,0 |
| Garston and Halewood          |      | Partido Trabalhista | 69,1 / 100,0 |      | Partido Trabalhista | 77,7 / 100,0 |
| Halton                        |      | Partido Trabalhista | 62,8 / 100,0 |      | Partido Trabalhista | 73,0 / 100,0 |
| Hazel Grove                   |      | Partido Conservador | 41,4 / 100,0 |      | Partido Conservador | 45,4 / 100,0 |
| Heywood and Middleton         |      | Partido Trabalhista | 43,1 / 100,0 |      | Partido Trabalhista | 53,3 / 100,0 |
| Hyndburn                      |      | Partido Trabalhista | 42,1 / 100,0 |      | Partido Trabalhista | 53,4 / 100,0 |
| Knowsley                      |      | Partido Trabalhista | 78,1 / 100,0 |      | Partido Trabalhista | 85,3 / 100,0 |
| Lancaster and Fleetwood       |      | Partido Trabalhista | 42,3 / 100,0 |      | Partido Trabalhista | 55,1 / 100,0 |
| Leigh                         |      | Partido Trabalhista | 53,9 / 100,0 |      | Partido Trabalhista | 56,2 / 100,0 |
| Liverpool Riverside           |      | Partido Trabalhista | 67,4 / 100,0 |      | Partido Trabalhista | 84,5 / 100,0 |
| Liverpool Walton              |      | Partido Trabalhista | 81,3 / 100,0 |      | Partido Trabalhista | 85,7 / 100,0 |
| Liverpool Wavertree           |      | Partido Trabalhista | 69,3 / 100,0 |      | Partido Trabalhista | 79,5 / 100,0 |
| Liverpool West Derby          |      | Partido Trabalhista | 75,2 / 100,0 |      | Partido Trabalhista | 82,8 / 100,0 |
| Macclesfield                  |      | Partido Conservador | 52,5 / 100,0 |      | Partido Conservador | 52,7 / 100,0 |
| Makerfield                    |      | Partido Trabalhista | 51,8 / 100,0 |      | Partido Trabalhista | 60,1 / 100,0 |
| Manchester Central            |      | Partido Trabalhista | 61,3 / 100,0 |      | Partido Trabalhista | 77,4 / 100,0 |
| Manchester Gorton             |      | Partido Trabalhista | 67,1 / 100,0 |      | Partido Trabalhista | 76,3 / 100,0 |
| Manchester Withington         |      | Partido Trabalhista | 53,7 / 100,0 |      | Partido Trabalhista | 71,7 / 100,0 |
| Morecambe and Lunesdale       |      | Partido Conservador | 45,5 / 100,0 |      | Partido Conservador | 47,7 / 100,0 |
| Oldham East and Saddleworth   |      | Partido Trabalhista | 39,4 / 100,0 |      | Partido Trabalhista | 54,5 / 100,0 |
| Oldham West and Royton        |      | Partido Trabalhista | 54,8 / 100,0 |      | Partido Trabalhista | 65,2 / 100,0 |
| Pendle                        |      | Partido Conservador | 47,2 / 100,0 |      | Partido Conservador | 49,0 / 100,0 |
| Penrith and The Border        |      | Partido Conservador | 59,7 / 100,0 |      | Partido Conservador | 60,4 / 100,0 |
| Preston                       |      | Partido Trabalhista | 56,0 / 100,0 |      | Partido Trabalhista | 68,0 / 100,0 |
| Ribble Valley                 |      | Partido Conservador | 48,6 / 100,0 |      | Partido Conservador | 57,8 / 100,0 |
| Rochdale                      |      | Partido Trabalhista | 46,1 / 100,0 |      | Partido Trabalhista | 58,0 / 100,0 |
| Rossendale and Darwen         |      | Partido Conservador | 46,6 / 100,0 |      | Partido Conservador | 50,8 / 100,0 |
| Salford and Eccles            |      | Partido Trabalhista | 49,4 / 100,0 |      | Partido Trabalhista | 65,6 / 100,0 |
| Sefton Central                |      | Partido Trabalhista | 53,8 / 100,0 |      | Partido Trabalhista | 63,0 / 100,0 |
| South Ribble                  |      | Partido Conservador | 46,4 / 100,0 |      | Partido Conservador | 52,8 / 100,0 |
| Southport                     |      | Liberal Democratas  | 31,0 / 100,0 |      | Partido Conservador | 38,7 / 100,0 |
| St Helens North               |      | Partido Trabalhista | 57,0 / 100,0 |      | Partido Trabalhista | 63,7 / 100,0 |
| St Helens South and Whiston   |      | Partido Trabalhista | 59,8 / 100,0 |      | Partido Trabalhista | 67,8 / 100,0 |
| Stalybridge and Hyde          |      | Partido Trabalhista | 45,0 / 100,0 |      | Partido Trabalhista | 57,2 / 100,0 |
| Stockport                     |      | Partido Trabalhista | 49,9 / 100,0 |      | Partido Trabalhista | 63,3 / 100,0 |
| Stretford and Urmston         |      | Partido Trabalhista | 53,0 / 100,0 |      | Partido Trabalhista | 66,8 / 100,0 |
| Tatton                        |      | Partido Conservador | 58,6 / 100,0 |      | Partido Conservador | 58,6 / 100,0 |
| Wallasey                      |      | Partido Trabalhista | 60,4 / 100,0 |      | Partido Trabalhista | 71,5 / 100,0 |
| Warrington North              |      | Partido Trabalhista | 47,8 / 100,0 |      | Partido Trabalhista | 56,4 / 100,0 |
| Warrington South              |      | Partido Conservador | 43,7 / 100,0 |      | Partido Trabalhista | 48,4 / 100,0 |
| Weaver Vale                   |      | Partido Conservador | 43,2 / 100,0 |      | Partido Trabalhista | 51,5 / 100,0 |
| West Lancashire               |      | Partido Trabalhista | 49,3 / 100,0 |      | Partido Trabalhista | 58,9 / 100,0 |
| Westmorland and Lonsdale      |      | Liberal Democratas  | 51,5 / 100,0 |      | Liberal Democratas  | 45,8 / 100,0 |
| Wigan                         |      | Partido Trabalhista | 52,2 / 100,0 |      | Partido Trabalhista | 62,2 / 100,0 |
| Wirral South                  |      | Partido Trabalhista | 48,2 / 100,0 |      | Partido Trabalhista | 57,2 / 100,0 |
| Wirral West                   |      | Partido Trabalhista | 45,1 / 100,0 |      | Partido Trabalhista | 54,3 / 100,0 |
| Workington                    |      | Partido Trabalhista | 42,3 / 100,0 |      | Partido Trabalhista | 51,1 / 100,0 |
| Worsley and Eccles South      |      | Partido Trabalhista | 44,2 / 100,0 |      | Partido Trabalhista | 57,1 / 100,0 |
| Wyre and Preston North        |      | Partido Conservador | 53,2 / 100,0 |      | Partido Conservador | 58,3 / 100,0 |
| Wythenshawe and Sale East     |      | Partido Trabalhista | 50,1 / 100,0 |      | Partido Trabalhista | 62,2 / 100,0 |

### South East
| Distrito Eleitoral             | 2015 | 2015                | 2015         | 2017 | 2017                | 2017         |
| ------------------------------ | ---- | ------------------- | ------------ | ---- | ------------------- | ------------ |
| Aldershot                      |      | Partido Conservador | 50,6 / 100,0 |      | Partido Conservador | 55,1 / 100,0 |
| Arundel and South Downs        |      | Partido Conservador | 60,8 / 100,0 |      | Partido Conservador | 62,4 / 100,0 |
| Ashford                        |      | Partido Conservador | 52,5 / 100,0 |      | Partido Conservador | 59,0 / 100,0 |
| Aylesbury                      |      | Partido Conservador | 50,7 / 100,0 |      | Partido Conservador | 55,0 / 100,0 |
| Banbury                        |      | Partido Conservador | 53,0 / 100,0 |      | Partido Conservador | 54,2 / 100,0 |
| Basingstoke                    |      | Partido Conservador | 48,6 / 100,0 |      | Partido Conservador | 52,7 / 100,0 |
| Beaconsfield                   |      | Partido Conservador | 63,2 / 100,0 |      | Partido Conservador | 65,3 / 100,0 |
| Bexhill and Battle             |      | Partido Conservador | 54,8 / 100,0 |      | Partido Conservador | 62,0 / 100,0 |
| Bognor Regis and Littlehampton |      | Partido Conservador | 51,3 / 100,0 |      | Partido Conservador | 59,0 / 100,0 |
| Bracknell                      |      | Partido Conservador | 55,8 / 100,0 |      | Partido Conservador | 58,8 / 100,0 |
| Brighton Kemptown              |      | Partido Conservador | 40,7 / 100,0 |      | Partido Trabalhista | 58,3 / 100,0 |
| Brighton Pavilion              |      | Partido Verde       | 41,8 / 100,0 |      | Partido Verde       | 52,3 / 100,0 |
| Buckingham                     |      | Speaker             | 64,5 / 100,0 |      | Speaker             | 65,1 / 100,0 |
| Canterbury                     |      | Partido Conservador | 42,9 / 100,0 |      | Partido Trabalhista | 45,0 / 100,0 |
| Chatham and Aylesford          |      | Partido Conservador | 50,2 / 100,0 |      | Partido Conservador | 57,0 / 100,0 |
| Chesham and Amersham           |      | Partido Conservador | 59,1 / 100,0 |      | Partido Conservador | 60,7 / 100,0 |
| Chichester                     |      | Partido Conservador | 57,7 / 100,0 |      | Partido Conservador | 60,1 / 100,0 |
| Crawley                        |      | Partido Conservador | 47,0 / 100,0 |      | Partido Conservador | 50,6 / 100,0 |
| Dartford                       |      | Partido Conservador | 49,0 / 100,0 |      | Partido Conservador | 57,6 / 100,0 |
| Dover                          |      | Partido Conservador | 43,3 / 100,0 |      | Partido Conservador | 52,4 / 100,0 |
| East Hampshire                 |      | Partido Conservador | 60,7 / 100,0 |      | Partido Conservador | 63,6 / 100,0 |
| East Surrey                    |      | Partido Conservador | 57,4 / 100,0 |      | Partido Conservador | 59,6 / 100,0 |
| East Worthing and Shoreham     |      | Partido Conservador | 49,5 / 100,0 |      | Partido Conservador | 48,9 / 100,0 |
| Eastbourne                     |      | Partido Conservador | 39,6 / 100,0 |      | Liberal Democratas  | 46,9 / 100,0 |
| Eastleigh                      |      | Partido Conservador | 42,3 / 100,0 |      | Partido Conservador | 50,4 / 100,0 |
| Epsom and Ewell                |      | Partido Conservador | 58,3 / 100,0 |      | Partido Conservador | 59,6 / 100,0 |
| Esher and Walton               |      | Partido Conservador | 62,9 / 100,0 |      | Partido Conservador | 58,6 / 100,0 |
| Fareham                        |      | Partido Conservador | 56,1 / 100,0 |      | Partido Conservador | 63,0 / 100,0 |
| Faversham and Mid Kent         |      | Partido Conservador | 54,4 / 100,0 |      | Partido Conservador | 61,1 / 100,0 |
| Folkestone and Hythe           |      | Partido Conservador | 47,9 / 100,0 |      | Partido Conservador | 54,7 / 100,0 |
| Gillingham and Rainham         |      | Partido Conservador | 48,0 / 100,0 |      | Partido Conservador | 55,4 / 100,0 |
| Gosport                        |      | Partido Conservador | 55,3 / 100,0 |      | Partido Conservador | 61,9 / 100,0 |
| Gravesham                      |      | Partido Conservador | 46,8 / 100,0 |      | Partido Conservador | 55,6 / 100,0 |
| Guildford                      |      | Partido Conservador | 57,1 / 100,0 |      | Partido Conservador | 54,6 / 100,0 |
| Hastings and Rye               |      | Partido Conservador | 44,5 / 100,0 |      | Partido Conservador | 46,9 / 100,0 |
| Havant                         |      | Partido Conservador | 51,7 / 100,0 |      | Partido Conservador | 59,8 / 100,0 |
| Henley                         |      | Partido Conservador | 58,5 / 100,0 |      | Partido Conservador | 59,1 / 100,0 |
| Horsham                        |      | Partido Conservador | 57,3 / 100,0 |      | Partido Conservador | 59,5 / 100,0 |
| Hove                           |      | Partido Trabalhista | 42,3 / 100,0 |      | Partido Trabalhista | 64,1 / 100,0 |
| Isle of Wight                  |      | Partido Conservador | 40,7 / 100,0 |      | Partido Conservador | 51,3 / 100,0 |
| Lewes                          |      | Partido Conservador | 38,0 / 100,0 |      | Partido Conservador | 49,5 / 100,0 |
| Maidenhead                     |      | Partido Conservador | 65,8 / 100,0 |      | Partido Conservador | 64,8 / 100,0 |
| Maidstone and The Weald        |      | Partido Conservador | 45,5 / 100,0 |      | Partido Conservador | 56,4 / 100,0 |
| Meon Valley                    |      | Partido Conservador | 61,1 / 100,0 |      | Partido Conservador | 65,7 / 100,0 |
| Mid Sussex                     |      | Partido Conservador | 56,1 / 100,0 |      | Partido Conservador | 56,9 / 100,0 |
| Milton Keynes North            |      | Partido Conservador | 47,2 / 100,0 |      | Partido Conservador | 47,5 / 100,0 |
| Milton Keynes South            |      | Partido Conservador | 46,8 / 100,0 |      | Partido Conservador | 47,5 / 100,0 |
| Mole Valley                    |      | Partido Conservador | 60,6 / 100,0 |      | Partido Conservador | 61,9 / 100,0 |
| New Forest East                |      | Partido Conservador | 56,3 / 100,0 |      | Partido Conservador | 62,6 / 100,0 |
| New Forest West                |      | Partido Conservador | 59,9 / 100,0 |      | Partido Conservador | 66,8 / 100,0 |
| Newbury                        |      | Partido Conservador | 61,0 / 100,0 |      | Partido Conservador | 61,5 / 100,0 |
| North East Hampshire           |      | Partido Conservador | 65,9 / 100,0 |      | Partido Conservador | 65,5 / 100,0 |
| North Thanet                   |      | Partido Conservador | 49,0 / 100,0 |      | Partido Conservador | 56,2 / 100,0 |
| North West Hampshire           |      | Partido Conservador | 58,1 / 100,0 |      | Partido Conservador | 62,1 / 100,0 |
| Oxford East                    |      | Partido Trabalhista | 50,0 / 100,0 |      | Partido Trabalhista | 65,2 / 100,0 |
| Oxford West and Abingdon       |      | Partido Conservador | 45,7 / 100,0 |      | Liberal Democratas  | 43,7 / 100,0 |
| Portsmouth North               |      | Partido Conservador | 47,0 / 100,0 |      | Partido Conservador | 54,8 / 100,0 |
| Portsmouth South               |      | Partido Conservador | 34,8 / 100,0 |      | Partido Trabalhista | 41,0 / 100,0 |
| Reading East                   |      | Partido Conservador | 46,0 / 100,0 |      | Partido Trabalhista | 49,0 / 100,0 |
| Reading West                   |      | Partido Conservador | 47,7 / 100,0 |      | Partido Conservador | 48,9 / 100,0 |
| Reigate                        |      | Partido Conservador | 56,8 / 100,0 |      | Partido Conservador | 57,4 / 100,0 |
| Rochester and Strood           |      | Partido Conservador | 44,1 / 100,0 |      | Partido Conservador | 54,3 / 100,0 |
| Romsey and Southampton North   |      | Partido Conservador | 54,4 / 100,0 |      | Partido Conservador | 57,1 / 100,0 |
| Runnymede and Weybridge        |      | Partido Conservador | 59,7 / 100,0 |      | Partido Conservador | 60,9 / 100,0 |
| Sevenoaks                      |      | Partido Conservador | 56,9 / 100,0 |      | Partido Conservador | 63,7 / 100,0 |
| Sittingbourne and Sheppey      |      | Partido Conservador | 49,5 / 100,0 |      | Partido Conservador | 60,2 / 100,0 |
| Slough                         |      | Partido Trabalhista | 48,5 / 100,0 |      | Partido Trabalhista | 62,9 / 100,0 |
| South Thanet                   |      | Partido Conservador | 38,1 / 100,0 |      | Partido Conservador | 50,8 / 100,0 |
| South West Surrey              |      | Partido Conservador | 59,6 / 100,0 |      | Partido Conservador | 55,7 / 100,0 |
| Southampton Itchen             |      | Partido Conservador | 41,7 / 100,0 |      | Partido Conservador | 46,5 / 100,0 |
| Southampton Test               |      | Partido Trabalhista | 48,5 / 100,0 |      | Partido Trabalhista | 58,7 / 100,0 |
| Spelthorne                     |      | Partido Conservador | 49,7 / 100,0 |      | Partido Conservador | 57,3 / 100,0 |
| Surrey Heath                   |      | Partido Conservador | 59,9 / 100,0 |      | Partido Conservador | 64,2 / 100,0 |
| Tonbridge and Malling          |      | Partido Conservador | 59,4 / 100,0 |      | Partido Conservador | 63,6 / 100,0 |
| Tunbridge Wells                |      | Partido Conservador | 58,7 / 100,0 |      | Partido Conservador | 56,9 / 100,0 |
| Wantage                        |      | Partido Conservador | 53,3 / 100,0 |      | Partido Conservador | 54,2 / 100,0 |
| Wealden                        |      | Partido Conservador | 57,0 / 100,0 |      | Partido Conservador | 61,2 / 100,0 |
| Winchester                     |      | Partido Conservador | 55,0 / 100,0 |      | Partido Conservador | 52,0 / 100,0 |
| Windsor                        |      | Partido Conservador | 63,4 / 100,0 |      | Partido Conservador | 64,4 / 100,0 |
| Witney                         |      | Partido Conservador | 60,2 / 100,0 |      | Partido Conservador | 55,5 / 100,0 |
| Woking                         |      | Partido Conservador | 56,2 / 100,0 |      | Partido Conservador | 54,1 / 100,0 |
| Wokingham                      |      | Partido Conservador | 57,7 / 100,0 |      | Partido Conservador | 56,6 / 100,0 |
| Worthing West                  |      | Partido Conservador | 51,5 / 100,0 |      | Partido Conservador | 55,4 / 100,0 |
| Wycombe                        |      | Partido Conservador | 51,4 / 100,0 |      | Partido Conservador | 50,0 / 100,0 |

### South West
| Distrito Eleitoral            | 2015 | 2015                | 2015         | 2017 | 2017                | 2017         |
| ----------------------------- | ---- | ------------------- | ------------ | ---- | ------------------- | ------------ |
| Bath                          |      | Partido Conservador | 37,8 / 100,0 |      | Liberal Democratas  | 47,3 / 100,0 |
| Bournemouth East              |      | Partido Conservador | 49,0 / 100,0 |      | Partido Conservador | 51,9 / 100,0 |
| Bournemouth West              |      | Partido Conservador | 48,2 / 100,0 |      | Partido Conservador | 53,5 / 100,0 |
| Bridgwater and West Somerset  |      | Partido Conservador | 46,0 / 100,0 |      | Partido Conservador | 55,1 / 100,0 |
| Bristol East                  |      | Partido Trabalhista | 39,3 / 100,0 |      | Partido Trabalhista | 60,7 / 100,0 |
| Bristol North West            |      | Partido Conservador | 43,9 / 100,0 |      | Partido Trabalhista | 50,7 / 100,0 |
| Bristol South                 |      | Partido Trabalhista | 38,4 / 100,0 |      | Partido Trabalhista | 60,1 / 100,0 |
| Bristol West                  |      | Partido Trabalhista | 35,7 / 100,0 |      | Partido Trabalhista | 65,9 / 100,0 |
| Camborne and Redruth          |      | Partido Conservador | 40,2 / 100,0 |      | Partido Conservador | 47,5 / 100,0 |
| Central Devon                 |      | Partido Conservador | 52,2 / 100,0 |      | Partido Conservador | 54,1 / 100,0 |
| Cheltenham                    |      | Partido Conservador | 46,1 / 100,0 |      | Partido Conservador | 46,7 / 100,0 |
| Chippenham                    |      | Partido Conservador | 47,6 / 100,0 |      | Partido Conservador | 54,7 / 100,0 |
| Christchurch                  |      | Partido Conservador | 58,1 / 100,0 |      | Partido Conservador | 69,6 / 100,0 |
| Devizes                       |      | Partido Conservador | 57,7 / 100,0 |      | Partido Conservador | 62,7 / 100,0 |
| East Devon                    |      | Partido Conservador | 46,4 / 100,0 |      | Partido Conservador | 48,5 / 100,0 |
| Exeter                        |      | Partido Trabalhista | 46,4 / 100,0 |      | Partido Trabalhista | 62,0 / 100,0 |
| Filton and Bradley Stoke      |      | Partido Conservador | 46,7 / 100,0 |      | Partido Conservador | 50,0 / 100,0 |
| Forest of Dean                |      | Partido Conservador | 46,8 / 100,0 |      | Partido Conservador | 54,3 / 100,0 |
| Gloucester                    |      | Partido Conservador | 45,3 / 100,0 |      | Partido Conservador | 50,3 / 100,0 |
| Kingswood                     |      | Partido Conservador | 48,3 / 100,0 |      | Partido Conservador | 54,9 / 100,0 |
| Mid Dorset and North Poole    |      | Partido Conservador | 50,8 / 100,0 |      | Partido Conservador | 59,2 / 100,0 |
| Newton Abbot                  |      | Partido Conservador | 47,5 / 100,0 |      | Partido Conservador | 55,5 / 100,0 |
| North Cornwall                |      | Partido Conservador | 45,0 / 100,0 |      | Partido Conservador | 50,7 / 100,0 |
| North Devon                   |      | Partido Conservador | 42,7 / 100,0 |      | Partido Conservador | 45,8 / 100,0 |
| North Dorset                  |      | Partido Conservador | 56,6 / 100,0 |      | Partido Conservador | 64,9 / 100,0 |
| North East Somerset           |      | Partido Conservador | 49,8 / 100,0 |      | Partido Conservador | 53,6 / 100,0 |
| North Somerset                |      | Partido Conservador | 53,5 / 100,0 |      | Partido Conservador | 54,2 / 100,0 |
| North Swindon                 |      | Partido Conservador | 50,3 / 100,0 |      | Partido Conservador | 53,6 / 100,0 |
| North Wiltshire               |      | Partido Conservador | 57,2 / 100,0 |      | Partido Conservador | 60,3 / 100,0 |
| Plymouth Moor View            |      | Partido Conservador | 37,6 / 100,0 |      | Partido Conservador | 51,9 / 100,0 |
| Plymouth Sutton and Devonport |      | Partido Conservador | 37,8 / 100,0 |      | Partido Trabalhista | 53,3 / 100,0 |
| Poole                         |      | Partido Conservador | 50,1 / 100,0 |      | Partido Conservador | 57,9 / 100,0 |
| Salisbury                     |      | Partido Conservador | 55,6 / 100,0 |      | Partido Conservador | 58,1 / 100,0 |
| Somerton and Frome            |      | Partido Conservador | 53,0 / 100,0 |      | Partido Conservador | 57,0 / 100,0 |
| South Dorset                  |      | Partido Conservador | 48,7 / 100,0 |      | Partido Conservador | 56,1 / 100,0 |
| South East Cornwall           |      | Partido Conservador | 50,5 / 100,0 |      | Partido Conservador | 55,4 / 100,0 |
| South Swindon                 |      | Partido Conservador | 46,2 / 100,0 |      | Partido Conservador | 48,4 / 100,0 |
| South West Devon              |      | Partido Conservador | 56,6 / 100,0 |      | Partido Conservador | 59,8 / 100,0 |
| South West Wiltshire          |      | Partido Conservador | 52,7 / 100,0 |      | Partido Conservador | 60,0 / 100,0 |
| St Austell and Newquay        |      | Partido Conservador | 40,2 / 100,0 |      | Partido Conservador | 49,5 / 100,0 |
| St Ives                       |      | Partido Conservador | 38,3 / 100,0 |      | Partido Conservador | 43,2 / 100,0 |
| Stroud                        |      | Partido Conservador | 45,7 / 100,0 |      | Partido Trabalhista | 47,0 / 100,0 |
| Taunton Deane                 |      | Partido Conservador | 48,1 / 100,0 |      | Partido Conservador | 52,9 / 100,0 |
| Tewkesbury                    |      | Partido Conservador | 54,5 / 100,0 |      | Partido Conservador | 60,0 / 100,0 |
| The Cotswolds                 |      | Partido Conservador | 56,5 / 100,0 |      | Partido Conservador | 60,1 / 100,0 |
| Thornbury and Yate            |      | Partido Conservador | 41,0 / 100,0 |      | Partido Conservador | 55,3 / 100,0 |
| Tiverton and Honiton          |      | Partido Conservador | 54,0 / 100,0 |      | Partido Conservador | 61,4 / 100,0 |
| Torbay                        |      | Partido Conservador | 40,7 / 100,0 |      | Partido Conservador | 53,0 / 100,0 |
| Torridge and West Devon       |      | Partido Conservador | 50,9 / 100,0 |      | Partido Conservador | 56,5 / 100,0 |
| Totnes                        |      | Partido Conservador | 53,0 / 100,0 |      | Partido Conservador | 53,7 / 100,0 |
| Truro and Falmouth            |      | Partido Conservador | 44,0 / 100,0 |      | Partido Conservador | 44,4 / 100,0 |
| Wells                         |      | Partido Conservador | 46,1 / 100,0 |      | Partido Conservador | 50,1 / 100,0 |
| West Dorset                   |      | Partido Conservador | 50,2 / 100,0 |      | Partido Conservador | 55,5 / 100,0 |
| Weston-super-Mare             |      | Partido Conservador | 48,0 / 100,0 |      | Partido Conservador | 53,1 / 100,0 |
| Yeovil                        |      | Partido Conservador | 42,5 / 100,0 |      | Partido Conservador | 54,5 / 100,0 |

### West Midlands
| Distrito Eleitoral               | 2015 | 2015                | 2015         | 2017 | 2017                | 2017         |
| -------------------------------- | ---- | ------------------- | ------------ | ---- | ------------------- | ------------ |
| Aldridge-Brownhills              |      | Partido Conservador | 52,0 / 100,0 |      | Partido Conservador | 65,4 / 100,0 |
| Birmingham Edgbaston             |      | Partido Trabalhista | 44,9 / 100,0 |      | Partido Trabalhista | 55,3 / 100,0 |
| Birmingham Erdington             |      | Partido Trabalhista | 45,6 / 100,0 |      | Partido Trabalhista | 58,0 / 100,0 |
| Birmingham Hall Green            |      | Partido Trabalhista | 59,8 / 100,0 |      | Partido Trabalhista | 77,6 / 100,0 |
| Birmingham Hodge Hill            |      | Partido Trabalhista | 68,4 / 100,0 |      | Partido Trabalhista | 81,1 / 100,0 |
| Birmingham Ladywood              |      | Partido Trabalhista | 73,6 / 100,0 |      | Partido Trabalhista | 82,7 / 100,0 |
| Birmingham Northfield            |      | Partido Trabalhista | 41,6 / 100,0 |      | Partido Trabalhista | 53,2 / 100,0 |
| Birmingham Perry Barr            |      | Partido Trabalhista | 57,4 / 100,0 |      | Partido Trabalhista | 68,1 / 100,0 |
| Birmingham Selly Oak             |      | Partido Trabalhista | 47,7 / 100,0 |      | Partido Trabalhista | 62,9 / 100,0 |
| Birmingham Yardley               |      | Partido Trabalhista | 41,5 / 100,0 |      | Partido Trabalhista | 57,1 / 100,0 |
| Bromsgrove                       |      | Partido Conservador | 53,8 / 100,0 |      | Partido Conservador | 62,0 / 100,0 |
| Burton                           |      | Partido Conservador | 49,8 / 100,0 |      | Partido Conservador | 58,0 / 100,0 |
| Cannock Chase                    |      | Partido Conservador | 44,2 / 100,0 |      | Partido Conservador | 55,0 / 100,0 |
| Coventry North East              |      | Partido Trabalhista | 52,2 / 100,0 |      | Partido Trabalhista | 63,4 / 100,0 |
| Coventry North West              |      | Partido Trabalhista | 41,0 / 100,0 |      | Partido Trabalhista | 54,0 / 100,0 |
| Coventry South                   |      | Partido Trabalhista | 42,3 / 100,0 |      | Partido Trabalhista | 55,0 / 100,0 |
| Dudley North                     |      | Partido Trabalhista | 41,8 / 100,0 |      | Partido Trabalhista | 46,5 / 100,0 |
| Dudley South                     |      | Partido Conservador | 43,8 / 100,0 |      | Partido Conservador | 56,4 / 100,0 |
| Halesowen and Rowley Regis       |      | Partido Conservador | 43,2 / 100,0 |      | Partido Conservador | 51,9 / 100,0 |
| Hereford and South Herefordshire |      | Partido Conservador | 52,6 / 100,0 |      | Partido Conservador | 53,5 / 100,0 |
| Kenilworth and Southam           |      | Partido Conservador | 58,4 / 100,0 |      | Partido Conservador | 60,8 / 100,0 |
| Lichfield                        |      | Partido Conservador | 55,2 / 100,0 |      | Partido Conservador | 63,6 / 100,0 |
| Ludlow                           |      | Partido Conservador | 54,3 / 100,0 |      | Partido Conservador | 62,9 / 100,0 |
| Meriden                          |      | Partido Conservador | 54,7 / 100,0 |      | Partido Conservador | 62,0 / 100,0 |
| Mid Worcestershire               |      | Partido Conservador | 57,0 / 100,0 |      | Partido Conservador | 65,3 / 100,0 |
| Newcastle-under-Lyme             |      | Partido Trabalhista | 38,4 / 100,0 |      | Partido Trabalhista | 48,2 / 100,0 |
| North Herefordshire              |      | Partido Conservador | 55,6 / 100,0 |      | Partido Conservador | 62,0 / 100,0 |
| North Shropshire                 |      | Partido Conservador | 51,5 / 100,0 |      | Partido Conservador | 60,5 / 100,0 |
| North Warwickshire               |      | Partido Conservador | 42,3 / 100,0 |      | Partido Conservador | 56,9 / 100,0 |
| Nuneaton                         |      | Partido Conservador | 45,5 / 100,0 |      | Partido Conservador | 51,6 / 100,0 |
| Redditch                         |      | Partido Conservador | 47,1 / 100,0 |      | Partido Conservador | 52,3 / 100,0 |
| Rugby                            |      | Partido Conservador | 49,1 / 100,0 |      | Partido Conservador | 54,3 / 100,0 |
| Shrewsbury and Atcham            |      | Partido Conservador | 45,5 / 100,0 |      | Partido Conservador | 50,0 / 100,0 |
| Solihull                         |      | Partido Conservador | 49,2 / 100,0 |      | Partido Conservador | 58,1 / 100,0 |
| South Staffordshire              |      | Partido Conservador | 59,4 / 100,0 |      | Partido Conservador | 69,8 / 100,0 |
| Stafford                         |      | Partido Conservador | 48,4 / 100,0 |      | Partido Conservador | 54,7 / 100,0 |
| Staffordshire Moorlands          |      | Partido Conservador | 51,1 / 100,0 |      | Partido Conservador | 58,1 / 100,0 |
| Stoke-on-Trent Central           |      | Partido Trabalhista | 39,3 / 100,0 |      | Partido Trabalhista | 51,5 / 100,0 |
| Stoke-on-Trent North             |      | Partido Trabalhista | 39,9 / 100,0 |      | Partido Trabalhista | 50,9 / 100,0 |
| Stoke-on-Trent South             |      | Partido Trabalhista | 39,2 / 100,0 |      | Partido Conservador | 49,1 / 100,0 |
| Stone                            |      | Partido Conservador | 54,7 / 100,0 |      | Partido Conservador | 63,2 / 100,0 |
| Stourbridge                      |      | Partido Conservador | 46,0 / 100,0 |      | Partido Conservador | 54,5 / 100,0 |
| Stratford-on-Avon                |      | Partido Conservador | 57,7 / 100,0 |      | Partido Conservador | 62,2 / 100,0 |
| Sutton Coldfield                 |      | Partido Conservador | 54,6 / 100,0 |      | Partido Conservador | 61,0 / 100,0 |
| Tamworth                         |      | Partido Conservador | 50,0 / 100,0 |      | Partido Conservador | 61,0 / 100,0 |
| Telford                          |      | Partido Conservador | 39,6 / 100,0 |      | Partido Conservador | 48,7 / 100,0 |
| The Wrekin                       |      | Partido Conservador | 49,7 / 100,0 |      | Partido Conservador | 55,4 / 100,0 |
| Walsall North                    |      | Partido Trabalhista | 39,0 / 100,0 |      | Partido Conservador | 49,6 / 100,0 |
| Walsall South                    |      | Partido Trabalhista | 47,2 / 100,0 |      | Partido Trabalhista | 57,4 / 100,0 |
| Warley                           |      | Partido Trabalhista | 58,2 / 100,0 |      | Partido Trabalhista | 67,2 / 100,0 |
| Warwick and Leamington           |      | Partido Conservador | 47,9 / 100,0 |      | Partido Trabalhista | 46,7 / 100,0 |
| West Bromwich East               |      | Partido Trabalhista | 50,2 / 100,0 |      | Partido Trabalhista | 58,0 / 100,0 |
| West Bromwich West               |      | Partido Trabalhista | 47,3 / 100,0 |      | Partido Trabalhista | 52,1 / 100,0 |
| West Worcestershire              |      | Partido Conservador | 56,1 / 100,0 |      | Partido Conservador | 61,5 / 100,0 |
| Wolverhampton North East         |      | Partido Trabalhista | 46,1 / 100,0 |      | Partido Trabalhista | 52,8 / 100,0 |
| Wolverhampton South East         |      | Partido Trabalhista | 53,3 / 100,0 |      | Partido Trabalhista | 58,2 / 100,0 |
| Wolverhampton South West         |      | Partido Trabalhista | 43,2 / 100,0 |      | Partido Trabalhista | 49,4 / 100,0 |
| Worcester                        |      | Partido Conservador | 45,3 / 100,0 |      | Partido Conservador | 48,1 / 100,0 |
| Wyre Forest                      |      | Partido Conservador | 45,3 / 100,0 |      | Partido Conservador | 58,4 / 100,0 |

### Yorkshire and the Humber
| Distrito Eleitoral                    | 2015 | 2015                | 2015         | 2017 | 2017                | 2017         |
| ------------------------------------- | ---- | ------------------- | ------------ | ---- | ------------------- | ------------ |
| Barnsley Central                      |      | Partido Trabalhista | 55,7 / 100,0 |      | Partido Trabalhista | 63,9 / 100,0 |
| Barnsley East                         |      | Partido Trabalhista | 54,7 / 100,0 |      | Partido Trabalhista | 59,5 / 100,0 |
| Batley and Spen                       |      | Partido Trabalhista | 43,2 / 100,0 |      | Partido Trabalhista | 55,5 / 100,0 |
| Beverley and Holderness               |      | Partido Conservador | 48,1 / 100,0 |      | Partido Conservador | 58,4 / 100,0 |
| Bradford East                         |      | Partido Trabalhista | 46,6 / 100,0 |      | Partido Trabalhista | 65,4 / 100,0 |
| Bradford South                        |      | Partido Trabalhista | 43,4 / 100,0 |      | Partido Trabalhista | 54,5 / 100,0 |
| Bradford West                         |      | Partido Trabalhista | 49,6 / 100,0 |      | Partido Trabalhista | 64,7 / 100,0 |
| Brigg and Goole                       |      | Partido Conservador | 53,0 / 100,0 |      | Partido Conservador | 60,4 / 100,0 |
| Calder Valley                         |      | Partido Conservador | 43,6 / 100,0 |      | Partido Conservador | 46,1 / 100,0 |
| Cleethorpes                           |      | Partido Conservador | 46,6 / 100,0 |      | Partido Conservador | 57,1 / 100,0 |
| Colne Valley                          |      | Partido Conservador | 44,4 / 100,0 |      | Partido Trabalhista | 47,8 / 100,0 |
| Dewsbury                              |      | Partido Trabalhista | 41,8 / 100,0 |      | Partido Trabalhista | 51,0 / 100,0 |
| Don Valley                            |      | Partido Trabalhista | 46,2 / 100,0 |      | Partido Trabalhista | 53,0 / 100,0 |
| Doncaster Central                     |      | Partido Trabalhista | 49,1 / 100,0 |      | Partido Trabalhista | 57,9 / 100,0 |
| Doncaster North                       |      | Partido Trabalhista | 52,4 / 100,0 |      | Partido Trabalhista | 60,8 / 100,0 |
| East Yorkshire                        |      | Partido Conservador | 50,6 / 100,0 |      | Partido Conservador | 58,3 / 100,0 |
| Elmet and Rothwell                    |      | Partido Conservador | 48,4 / 100,0 |      | Partido Conservador | 54,3 / 100,0 |
| Great Grimsby                         |      | Partido Trabalhista | 39,8 / 100,0 |      | Partido Trabalhista | 49,4 / 100,0 |
| Halifax                               |      | Partido Trabalhista | 40,0 / 100,0 |      | Partido Trabalhista | 52,7 / 100,0 |
| Haltemprice and Howden                |      | Partido Conservador | 54,2 / 100,0 |      | Partido Conservador | 61,0 / 100,0 |
| Harrogate and Knaresborough           |      | Partido Conservador | 52,7 / 100,0 |      | Partido Conservador | 55,5 / 100,0 |
| Hemsworth                             |      | Partido Trabalhista | 51,3 / 100,0 |      | Partido Trabalhista | 56,0 / 100,0 |
| Huddersfiled                          |      | Partido Trabalhista | 44,9 / 100,0 |      | Partido Trabalhista | 60,4 / 100,0 |
| Hull East                             |      | Partido Trabalhista | 51,7 / 100,0 |      | Partido Trabalhista | 58,3 / 100,0 |
| Hull North                            |      | Partido Trabalhista | 52,8 / 100,0 |      | Partido Trabalhista | 63,7 / 100,0 |
| Hull West and Hessle                  |      | Partido Trabalhista | 49,2 / 100,0 |      | Partido Trabalhista | 53,1 / 100,0 |
| Keighley                              |      | Partido Conservador | 44,3 / 100,0 |      | Partido Trabalhista | 46,5 / 100,0 |
| Leeds Central                         |      | Partido Trabalhista | 55,0 / 100,0 |      | Partido Trabalhista | 70,2 / 100,0 |
| Leeds East                            |      | Partido Trabalhista | 53,7 / 100,0 |      | Partido Trabalhista | 61,4 / 100,0 |
| Leeds North East                      |      | Partido Trabalhista | 47,9 / 100,0 |      | Partido Trabalhista | 63,1 / 100,0 |
| Leeds North West                      |      | Liberal Democratas  | 36,8 / 100,0 |      | Partido Trabalhista | 44,1 / 100,0 |
| Leeds West                            |      | Partido Trabalhista | 48,0 / 100,0 |      | Partido Trabalhista | 63,9 / 100,0 |
| Morley and Outwood                    |      | Partido Conservador | 38,9 / 100,0 |      | Partido Conservador | 50,7 / 100,0 |
| Normanton, Pontefract and Castleford  |      | Partido Trabalhista | 54,9 / 100,0 |      | Partido Trabalhista | 59,5 / 100,0 |
| Penistone and Stocksbridge            |      | Partido Trabalhista | 42,0 / 100,0 |      | Partido Trabalhista | 45,8 / 100,0 |
| Pudsey                                |      | Partido Conservador | 46,4 / 100,0 |      | Partido Conservador | 47,4 / 100,0 |
| Richmond                              |      | Partido Conservador | 51,4 / 100,0 |      | Partido Conservador | 63,9 / 100,0 |
| Rother Valley                         |      | Partido Trabalhista | 43,6 / 100,0 |      | Partido Trabalhista | 48,1 / 100,0 |
| Rotherham                             |      | Partido Trabalhista | 52,5 / 100,0 |      | Partido Trabalhista | 56,4 / 100,0 |
| Scarborough and Whitby                |      | Partido Conservador | 43,2 / 100,0 |      | Partido Conservador | 48,4 / 100,0 |
| Scunthorpe                            |      | Partido Trabalhista | 41,7 / 100,0 |      | Partido Trabalhista | 52,0 / 100,0 |
| Selby and Ainsty                      |      | Partido Conservador | 52,5 / 100,0 |      | Partido Conservador | 58,7 / 100,0 |
| Sheffield Brightside and Hillsborough |      | Partido Trabalhista | 56,6 / 100,0 |      | Partido Trabalhista | 67,3 / 100,0 |
| Sheffiled Central                     |      | Partido Trabalhista | 55,0 / 100,0 |      | Partido Trabalhista | 70,9 / 100,0 |
| Sheffiled Hallam                      |      | Liberal Democratas  | 40,0 / 100,0 |      | Partido Trabalhista | 38,4 / 100,0 |
| Sheffield Heeley                      |      | Partido Trabalhista | 48,2 / 100,0 |      | Partido Trabalhista | 60,0 / 100,0 |
| Sheffield South East                  |      | Partido Trabalhista | 51,4 / 100,0 |      | Partido Trabalhista | 58,5 / 100,0 |
| Shipley                               |      | Partido Conservador | 50,0 / 100,0 |      | Partido Conservador | 51,3 / 100,0 |
| Skipton and Ripon                     |      | Partido Conservador | 55,4 / 100,0 |      | Partido Conservador | 62,7 / 100,0 |
| Thirsk and Malton                     |      | Partido Conservador | 52,6 / 100,0 |      | Partido Conservador | 60,0 / 100,0 |
| Wakefiled                             |      | Partido Trabalhista | 40,3 / 100,0 |      | Partido Trabalhista | 49,7 / 100,0 |
| Wentworth and Dearne                  |      | Partido Trabalhista | 56,9 / 100,0 |      | Partido Trabalhista | 65,0 / 100,0 |
| York Central                          |      | Partido Trabalhista | 42,4 / 100,0 |      | Partido Trabalhista | 65,2 / 100,0 |
| York Outer                            |      | Partido Conservador | 49,1 / 100,0 |      | Partido Conservador | 51,1 / 100,0 |

## Escócia
| Distrito Eleitoral                          | 2015 | 2015                     | 2015         | 2017 | 2017                     | 2017         |
| ------------------------------------------- | ---- | ------------------------ | ------------ | ---- | ------------------------ | ------------ |
| Aberdeen North                              |      | Partido Nacional Escocês | 56,4 / 100,0 |      | Partido Nacional Escocês | 41,3 / 100,0 |
| Aberdeen South                              |      | Partido Nacional Escocês | 41,6 / 100,0 |      | Partido Conservador      | 42,1 / 100,0 |
| Airdrie and Shotts                          |      | Partido Nacional Escocês | 53,9 / 100,0 |      | Partido Nacional Escocês | 37,6 / 100,0 |
| Angus                                       |      | Partido Nacional Escocês | 54,2 / 100,0 |      | Partido Conservador      | 45,2 / 100,0 |
| Argyll and Bute                             |      | Partido Nacional Escocês | 44,3 / 100,0 |      | Partido Nacional Escocês | 36,0 / 100,0 |
| Ayr, Carrick and Cumnock                    |      | Partido Nacional Escocês | 48,8 / 100,0 |      | Partido Conservador      | 40,1 / 100,0 |
| Banff and Buchan                            |      | Partido Nacional Escocês | 60,2 / 100,0 |      | Partido Conservador      | 48,0 / 100,0 |
| Berwickshire, Roxburgh and Selkirk          |      | Partido Nacional Escocês | 36,6 / 100,0 |      | Partido Conservador      | 53,9 / 100,0 |
| Caithness, Sutherland and Easter Ross       |      | Partido Nacional Escocês | 46,3 / 100,0 |      | Liberal Democratas       | 35,8 / 100,0 |
| Central Ayrshire                            |      | Partido Nacional Escocês | 53,2 / 100,0 |      | Partido Nacional Escocês | 37,2 / 100,0 |
| Coatbridge, Chryston and Bellshill          |      | Partido Nacional Escocês | 56,6 / 100,0 |      | Partido Trabalhista      | 42,6 / 100,0 |
| Cumbernauld, Kilsyth and Kirkintilloch East |      | Partido Nacional Escocês | 59,9 / 100,0 |      | Partido Nacional Escocês | 43,6 / 100,0 |
| Dumfries and Galloway                       |      | Partido Nacional Escocês | 41,4 / 100,0 |      | Partido Conservador      | 43,3 / 100,0 |
| Dumfriesshire, Clydesdale and Tweeddale     |      | Partido Conservador      | 39,8 / 100,0 |      | Partido Conservador      | 49,4 / 100,0 |
| Dundee East                                 |      | Partido Nacional Escocês | 59,7 / 100,0 |      | Partido Nacional Escocês | 42,8 / 100,0 |
| Dundee West                                 |      | Partido Nacional Escocês | 61,9 / 100,0 |      | Partido Nacional Escocês | 46,7 / 100,0 |
| Dunfermline and West Fife                   |      | Partido Nacional Escocês | 50,3 / 100,0 |      | Partido Nacional Escocês | 35,5 / 100,0 |
| East Dunbartonshire                         |      | Partido Nacional Escocês | 40,3 / 100,0 |      | Liberal Democratas       | 40,6 / 100,0 |
| East Kilbride, Strathaven and Lesmahagow    |      | Partido Nacional Escocês | 55,6 / 100,0 |      | Partido Nacional Escocês | 38,9 / 100,0 |
| East Lothian                                |      | Partido Nacional Escocês | 42,5 / 100,0 |      | Partido Trabalhista      | 36,1 / 100,0 |
| East Renfrewshire                           |      | Partido Nacional Escocês | 40,6 / 100,0 |      | Partido Conservador      | 40,0 / 100,0 |
| Edinburgh East                              |      | Partido Nacional Escocês | 49,2 / 100,0 |      | Partido Nacional Escocês | 42,5 / 100,0 |
| Edinburgh North and Leith                   |      | Partido Nacional Escocês | 40,9 / 100,0 |      | Partido Nacional Escocês | 34,0 / 100,0 |
| Edinburgh South                             |      | Partido Trabalhista      | 39,1 / 100,0 |      | Partido Trabalhista      | 54,9 / 100,0 |
| Edinburgh South West                        |      | Partido Nacional Escocês | 43,0 / 100,0 |      | Partido Nacional Escocês | 35,6 / 100,0 |
| Edinburgh West                              |      | Partido Nacional Escocês | 39,0 / 100,0 |      | Liberal Democratas       | 34,3 / 100,0 |
| Falkirk                                     |      | Partido Nacional Escocês | 57,7 / 100,0 |      | Partido Nacional Escocês | 38,9 / 100,0 |
| Glasgow Central                             |      | Partido Nacional Escocês | 52,5 / 100,0 |      | Partido Nacional Escocês | 44,7 / 100,0 |
| Glasgow East                                |      | Partido Nacional Escocês | 56,9 / 100,0 |      | Partido Nacional Escocês | 38,8 / 100,0 |
| Glasgow North                               |      | Partido Nacional Escocês | 53,1 / 100,0 |      | Partido Nacional Escocês | 37,6 / 100,0 |
| Glasgow North East                          |      | Partido Nacional Escocês | 58,1 / 100,0 |      | Partido Trabalhista      | 42,9 / 100,0 |
| Glasgow North West                          |      | Partido Nacional Escocês | 54,5 / 100,0 |      | Partido Nacional Escocês | 42,5 / 100,0 |
| Glasgow South                               |      | Partido Nacional Escocês | 54,9 / 100,0 |      | Partido Nacional Escocês | 41,1 / 100,0 |
| Glasgow South West                          |      | Partido Nacional Escocês | 57,2 / 100,0 |      | Partido Nacional Escocês | 40,7 / 100,0 |
| Glenrothes                                  |      | Partido Nacional Escocês | 59,8 / 100,0 |      | Partido Nacional Escocês | 42,8 / 100,0 |
| Gordon                                      |      | Partido Nacional Escocês | 47,7 / 100,0 |      | Partido Conservador      | 40,7 / 100,0 |
| Inverclyde                                  |      | Partido Nacional Escocês | 55,1 / 100,0 |      | Partido Nacional Escocês | 38,5 / 100,0 |
| Inverness, Nairn, Badenoch and Strathspey   |      | Partido Nacional Escocês | 50,1 / 100,0 |      | Partido Nacional Escocês | 39,9 / 100,0 |
| Kilmarnock and Loudoun                      |      | Partido Nacional Escocês | 55,7 / 100,0 |      | Partido Nacional Escocês | 42,3 / 100,0 |
| Kirkcaldy and Cowdenbeath                   |      | Partido Nacional Escocês | 52,2 / 100,0 |      | Partido Trabalhista      | 36,8 / 100,0 |
| Lanark and Hamilton East                    |      | Partido Nacional Escocês | 48,8 / 100,0 |      | Partido Nacional Escocês | 32,6 / 100,0 |
| Linlithgow and East Falkirk                 |      | Partido Nacional Escocês | 52,0 / 100,0 |      | Partido Nacional Escocês | 36,3 / 100,0 |
| Livingston                                  |      | Partido Nacional Escocês | 56,9 / 100,0 |      | Partido Nacional Escocês | 40,1 / 100,0 |
| Midlothian                                  |      | Partido Nacional Escocês | 50,6 / 100,0 |      | Partido Trabalhista      | 36,4 / 100,0 |
| Moray                                       |      | Partido Nacional Escocês | 49,5 / 100,0 |      | Partido Conservador      | 47,5 / 100,0 |
| Motherwell and Wishaw                       |      | Partido Nacional Escocês | 56,5 / 100,0 |      | Partido Nacional Escocês | 38,5 / 100,0 |
| Na h-Eileanan an Iar                        |      | Partido Nacional Escocês | 54,3 / 100,0 |      | Partido Nacional Escocês | 40,6 / 100,0 |
| North Ayrshire and Arran                    |      | Partido Nacional Escocês | 53,2 / 100,0 |      | Partido Nacional Escocês | 38,9 / 100,0 |
| North East Fife                             |      | Partido Nacional Escocês | 40,9 / 100,0 |      | Partido Nacional Escocês | 32,9 / 100,0 |
| Ochil and South Perthshire                  |      | Partido Nacional Escocês | 46,0 / 100,0 |      | Partido Conservador      | 41,5 / 100,0 |
| Orkney and Shetland                         |      | Liberal Democratas       | 41,4 / 100,0 |      | Liberal Democratas       | 48,6 / 100,0 |
| Paisley and Renfrewshire North              |      | Partido Nacional Escocês | 50,7 / 100,0 |      | Partido Nacional Escocês | 37,4 / 100,0 |
| Paisley and Renfrewshire South              |      | Partido Nacional Escocês | 50,9 / 100,0 |      | Partido Nacional Escocês | 40,7 / 100,0 |
| Perth and North Perthshire                  |      | Partido Nacional Escocês | 50,5 / 100,0 |      | Partido Nacional Escocês | 42,3 / 100,0 |
| Ross, Skye and Lochaber                     |      | Partido Nacional Escocês | 48,1 / 100,0 |      | Partido Nacional Escocês | 40,2 / 100,0 |
| Rutherglen and Hamilton West                |      | Partido Nacional Escocês | 52,6 / 100,0 |      | Partido Trabalhista      | 37,5 / 100,0 |
| Stirling                                    |      | Partido Nacional Escocês | 45,6 / 100,0 |      | Partido Conservador      | 37,1 / 100,0 |
| West Aberdeenshire and Kincardine           |      | Partido Nacional Escocês | 41,6 / 100,0 |      | Partido Conservador      | 47,9 / 100,0 |
| West Dunbartonshire                         |      | Partido Nacional Escocês | 59,0 / 100,0 |      | Partido Nacional Escocês | 42,9 / 100,0 |

## Irlanda do Norte
| Distrito Eleitoral         | 2015 | 2015                                   | 2015         | 2017 | 2017                          | 2017         |
| -------------------------- | ---- | -------------------------------------- | ------------ | ---- | ----------------------------- | ------------ |
| Belfast East               |      | Partido Democrático Unionista          | 49,3 / 100,0 |      | Partido Democrático Unionista | 55,8 / 100,0 |
| Belfast North              |      | Partido Democrático Unionista          | 47,0 / 100,0 |      | Partido Democrático Unionista | 46,2 / 100,0 |
| Belfast South              |      | Partido Social Democrata e Trabalhista | 24,5 / 100,0 |      | Partido Democrático Unionista | 30,4 / 100,0 |
| Belfast West               |      | Sinn Féin                              | 54,2 / 100,0 |      | Sinn Féin                     | 66,7 / 100,0 |
| East Antrim                |      | Partido Democrático Unionista          | 36,1 / 100,0 |      | Partido Democrático Unionista | 57,3 / 100,0 |
| East Londonderry           |      | Partido Democrático Unionista          | 42,2 / 100,0 |      | Partido Democrático Unionista | 48,1 / 100,0 |
| Fermanagh and South Tyrone |      | Partido Unionista do Ulster            | 46,4 / 100,0 |      | Sinn Féin                     | 47,2 / 100,0 |
| Foyle                      |      | Partido Social Democrata e Trabalhista | 47,9 / 100,0 |      | Sinn Féin                     | 39,7 / 100,0 |
| Lagan Valley               |      | Partido Democrático Unionista          | 47,9 / 100,0 |      | Partido Democrático Unionista | 59,6 / 100,0 |
| Mid Ulster                 |      | Sinn Féin                              | 48,7 / 100,0 |      | Sinn Féin                     | 54,5 / 100,0 |
| Newry and Armagh           |      | Sinn Féin                              | 41,1 / 100,0 |      | Sinn Féin                     | 47,9 / 100,0 |
| North Antrim               |      | Partido Democrático Unionista          | 43,2 / 100,0 |      | Partido Democrático Unionista | 58,9 / 100,0 |
| North Down                 |      | Independente                           | 49,2 / 100,0 |      | Independente                  | 41,1 / 100,0 |
| South Antrim               |      | Partido Unionista do Ulster            | 32,7 / 100,0 |      | Partido Democrático Unionista | 38,2 / 100,0 |
| South Down                 |      | Partido Social Democrata e Trabalhista | 42,3 / 100,0 |      | Sinn Féin                     | 39,9 / 100,0 |
| Strangford                 |      | Partido Democrático Unionista          | 44,4 / 100,0 |      | Partido Democrático Unionista | 62,0 / 100,0 |
| Upper Bann                 |      | Partido Democrático Unionista          | 32,7 / 100,0 |      | Partido Democrático Unionista | 43,5 / 100,0 |
| West Tyrone                |      | Sinn Féin                              | 43,5 / 100,0 |      | Sinn Féin                     | 50,7 / 100,0 |

## País de Gales
| Distrito Eleitoral                      | 2015 | 2015                | 2015         | 2017 | 2017                | 2017         |
| --------------------------------------- | ---- | ------------------- | ------------ | ---- | ------------------- | ------------ |
| Aberavon                                |      | Partido Trabalhista | 48,9 / 100,0 |      | Partido Trabalhista | 68,1 / 100,0 |
| Aberconwy                               |      | Partido Conservador | 41,5 / 100,0 |      | Partido Conservador | 44,6 / 100,0 |
| Alyn and Deeside                        |      | Partido Trabalhista | 40,0 / 100,0 |      | Partido Trabalhista | 52,1 / 100,0 |
| Arfon                                   |      | Plaid Cymru         | 43,9 / 100,0 |      | Plaid Cymru         | 40,8 / 100,0 |
| Blaenau Gwent                           |      | Partido Trabalhista | 58,0 / 100,0 |      | Partido Trabalhista | 58,0 / 100,0 |
| Brecon and Radnorshire                  |      | Partido Conservador | 41,1 / 100,0 |      | Partido Conservador | 48,6 / 100,0 |
| Bridgend                                |      | Partido Trabalhista | 37,1 / 100,0 |      | Partido Trabalhista | 50,7 / 100,0 |
| Caerphilly                              |      | Partido Trabalhista | 44,3 / 100,0 |      | Partido Trabalhista | 54,5 / 100,0 |
| Cardiff Central                         |      | Partido Trabalhista | 40,0 / 100,0 |      | Partido Trabalhista | 62,4 / 100,0 |
| Cardiff North                           |      | Partido Conservador | 42,4 / 100,0 |      | Partido Trabalhista | 50,1 / 100,0 |
| Cardiff South and Penarth               |      | Partido Trabalhista | 42,8 / 100,0 |      | Partido Trabalhista | 59,5 / 100,0 |
| Cardiff West                            |      | Partido Trabalhista | 40,7 / 100,0 |      | Partido Trabalhista | 56,7 / 100,0 |
| Carmarthen East and Dinefwr             |      | Plaid Cymru         | 38,4 / 100,0 |      | Plaid Cymru         | 39,3 / 100,0 |
| Carmarthen West and South Pembrokeshire |      | Partido Conservador | 43,7 / 100,0 |      | Partido Conservador | 46,8 / 100,0 |
| Ceredigion                              |      | Liberal Democratas  | 35,9 / 100,0 |      | Plaid Cymru         | 29,2 / 100,0 |
| Clwyd South                             |      | Partido Trabalhista | 37,2 / 100,0 |      | Partido Trabalhista | 50,7 / 100,0 |
| Clwyd West                              |      | Partido Conservador | 43,3 / 100,0 |      | Partido Conservador | 48,1 / 100,0 |
| Cynon Valley                            |      | Partido Trabalhista | 47,7 / 100,0 |      | Partido Trabalhista | 61,0 / 100,0 |
| Delyn                                   |      | Partido Trabalhista | 40,5 / 100,0 |      | Partido Trabalhista | 52,2 / 100,0 |
| Dwyfor Meirionnydd                      |      | Plaid Cymru         | 40,9 / 100,0 |      | Plaid Cymru         | 45,1 / 100,0 |
| Gower                                   |      | Partido Conservador | 37,1 / 100,0 |      | Partido Trabalhista | 49,9 / 100,0 |
| Islwyn                                  |      | Partido Trabalhista | 49,0 / 100,0 |      | Partido Trabalhista | 58,8 / 100,0 |
| Llanelli                                |      | Partido Trabalhista | 41,3 / 100,0 |      | Partido Trabalhista | 53,5 / 100,0 |
| Merthyr Tydfil and Rhymney              |      | Partido Trabalhista | 53,9 / 100,0 |      | Partido Trabalhista | 66,8 / 100,0 |
| Monmouth                                |      | Partido Conservador | 49,9 / 100,0 |      | Partido Conservador | 53,1 / 100,0 |
| Montgomeryshire                         |      | Partido Conservador | 45,0 / 100,0 |      | Partido Conservador | 51,8 / 100,0 |
| Neath                                   |      | Partido Trabalhista | 43,8 / 100,0 |      | Partido Trabalhista | 56,7 / 100,0 |
| Newport East                            |      | Partido Trabalhista | 40,7 / 100,0 |      | Partido Trabalhista | 56,5 / 100,0 |
| Newport West                            |      | Partido Trabalhista | 41,2 / 100,0 |      | Partido Trabalhista | 52,3 / 100,0 |
| Ogmore                                  |      | Partido Trabalhista | 52,6 / 100,0 |      | Partido Trabalhista | 62,4 / 100,0 |
| Pontypridd                              |      | Partido Trabalhista | 41,1 / 100,0 |      | Partido Trabalhista | 55,4 / 100,0 |
| Preseli Pembrokeshire                   |      | Partido Conservador | 40,4 / 100,0 |      | Partido Conservador | 43,4 / 100,0 |
| Rhondda                                 |      | Partido Trabalhista | 50,7 / 100,0 |      | Partido Trabalhista | 64,1 / 100,0 |
| Swansea East                            |      | Partido Trabalhista | 53,0 / 100,0 |      | Partido Trabalhista | 63,4 / 100,0 |
| Swansea West                            |      | Partido Trabalhista | 42,6 / 100,0 |      | Partido Trabalhista | 59,8 / 100,0 |
| Torfaen                                 |      | Partido Trabalhista | 44,6 / 100,0 |      | Partido Trabalhista | 57,6 / 100,0 |
| Vale of Clwyd                           |      | Partido Conservador | 39,0 / 100,0 |      | Partido Trabalhista | 50,2 / 100,0 |
| Vale of Glamorgan                       |      | Partido Conservador | 46,0 / 100,0 |      | Partido Conservador | 47,5 / 100,0 |
| Wrexham                                 |      | Partido Trabalhista | 37,2 / 100,0 |      | Partido Trabalhista | 48,9 / 100,0 |
| Ynys Môn                                |      | Partido Trabalhista | 31,1 / 100,0 |      | Partido Trabalhista | 41,9 / 100,0 |